# Sectiliclava
Sectiliclava is een geslacht van vliesvleugeligen uit de familie Encyrtidae. De wetenschappelijke naam van dit geslacht is voor het eerst geldig gepubliceerd in 1957 door Hoffer.

## Soorten
Het geslacht Sectiliclava omvat de volgende soorten:
- Sectiliclava cleone (Walker, 1844)
- Sectiliclava isis Noyes & Hanson, 1996
- Sectiliclava placidae Monrreal, Trjapitzin & Ruiz, 2001
- Sectiliclava pulchriceps Noyes & Hanson, 1996